# Gábor Kubatov
Gábor Kubatov (* 17. února 1966, Budapešť) je maďarský pravicový politik, poslanec Zemského sněmu za stranu Fidesz, sportovní funkcionář a od roku 2011 předseda fotbalového klubu Ferencvárosi Torna Club.

## Biografie
V roce 1984 odmaturoval na Bagi Ilona Ipari Szakközépiskola. Poté absolvoval studium komunikace a mediální vědy na Budapesti Metropolitan Egyetem. V roce 2002 vstoupil do strany Fidesz – Maďarská občanská unie, za kterou byl v parlamentních volbách na jaře 2006 byl zvolen poslancem Zemského sněmu. Znovuzvolen byl ve volbách 2010, 2014, 2018 a 2022. Od roku 2011 je předsedou budapešťského fotbalového klubu Ferencvárosi Torna Club. Dne 13. prosince 2015 byl zvolen místopředsedou Fideszu.
Magazín Forbes jej v roce 2016 zařadil na 12. místo v žebříčku nejvlivnějších osobností v Maďarsku (tzv. Befolyás-barométer). V letech 2017 a 2018 byl na 14. místě. Roku 2019 se umístil na 9. místě. V letech 2020 a 2021 obsadil 10. místo. V roce 2022 se posunul na 12. místo a roku 2023 na 16. místo.

## Soukromý život
Je ženatý, jeho manželkou je Ágnes Kubatov, která je sikulského původu. Mají spolu  tři děti: Emma, Marcell a Olívia.
Hovoří anglicky a maďarsky.

## Publikace
- Új korszak. Az első tíz év. Erkölcs, erő, egyetértés. Budapest: Albert Flórián Labdarúgó Utánpótlás és Sportalapítvány, 2021. (maďarsky)